# Karl Ragnar Gierow
Karl Ragnar Gierow (Helsingborg, 2 aprile 1904 – Stoccolma, 30 ottobre 1982) è stato un regista, scrittore e traduttore svedese, nonché accademico presso l'Accademia Svedese di Stoccolma dal 1961 al 1982, anno della sua morte. Nel 1986 è stato istituito, grazie al finanziamento postumo di lui e della moglie Karen, in suo onore lo Svenska Akademiens nordiska pris, che da allora premia le eccellenze scandinave nell'ambito delle lettere.